# Allumiere
Allumiere (La Lumiéra in dialetto locale) è un comune italiano di 3 797 abitanti della città metropolitana di Roma Capitale nel Lazio.

## Geografia fisica

### Territorio
Allumiere si trova sui rilievi dei monti della Tolfa a 522 metri di altitudine sul livello del mare. Nel territorio comunale scorre il torrente Marangone, il Mignone e si trova la cima del monte Elceto.

### Clima
- Classificazione climatica: zona E, 2134 GR/G

## Origini del nome
Il termine Allumiere allude alla presenza di miniere di allume di rocca, scoperte da Giovanni da Castro nel 1462, che permisero, sotto Papa Pio II, di finanziare la guerra contro i turchi.

## Storia
A qualche distanza dal centro abitato, nell'area circostante la Macchia di Palano, sono stati individuati notevoli resti di industria litica riferibile per la maggior parte al paleolitico medio.
Non mancano ritrovamenti riconducibili ad epoca neolitica; si tratta di gruppi di frammenti ceramici associati a lame di selce e ad altri strumenti di pietra, nonché a numerosi frammenti di lame di un vetro vulcanico detto ossidiana, proveniente attraverso antichissimi scambi commerciali (V-IV millennio BCE) da Lipari. I principali abitati neolitici sono stati individuati a Ripa Maiale e a Le Macine, mentre il periodo eneolitico è presente in località Tufarelle.
Il territorio contiene importanti testimonianze di insediamenti risalenti all'età del bronzo (II millennio BCE), che testimoniano gli aspetti culturali del Bronzo Medio, Recente e Finale (culturalmente definiti: appenninico, subappenninico, protovillanoviano).
Per quanto riguarda in particolare il Bronzo Finale, nel territorio comunale sono attestati numerosi abitati attorno a quelli di maggiori dimensioni di Monte Rovello, Monte Elceto e Tolfaccia. Il primo tra il 1965 e il 1971 e il secondo tra il 1971 e il 1976 sono stati indagati da Odoardo Toti con cantieri forniti dall'Ufficio Scavi di Civitavecchia della SAEM, che ne ha gestito la parte economica e normativa. Le sepolture ricollegabili a questi abitati sono state messe in luce per la prima volta nella seconda metà del XIX secolo da Adolfo Klitsche de la Grange e successivamente da Salvatore Bastianelli, Renato Peroni e Vincenzo D'Ercole. Sono del tipo a cremazione con vaso cinerario, disposte in piccoli gruppi; tuttavia il complesso sepolcrale circostante l'abitato di Monte Rovello, (aree della Forchetta di Palano, del Campaccio e della Pozza) ha restituito un numero di tombe superiore al centinaio, sì da risultare il più grande contesto funerario protovillanoviano dell'Italia tirrenica.
Quest'area si era impoverita demograficamente nel periodo più antico della Prima Età del Ferro (X-IX secolo BCE), ma senza essere stata totalmente abbandonata, allorché si verificò una concentrazione della popolazione in abitati più vasti, come Cerveteri e Tarquinia e in una catena di villaggi secondari lungo la fascia costiera. In epoca storica le presenze etrusche sono testimoniate dagli agglomerati di tombe alquanto distanti dal paese di Allumiere e occupano le formazioni collinari di Bandita Grande e Colle di Mezzo, ai piedi dell'altura che in epoca medievale avrebbe ospitato Tulfa Nova ("la Tolfaccia"); le tombe più antiche attestano una rioccupazione del territorio già dall'VIII secolo BCE.
In età romana la campagna fu controllata e lavorata tramite aziende agrarie dette ville, facenti capo ad edifici che tuttavia solo in pochi casi ad una parte rustica aggiungevano un settore residenziale più curato sotto il profilo architettonico e decorativo.
Il paese di Allumiere tuttavia è di origine molto successiva. La sua nascita è connessa agli eventi storici seguiti alla caduta di Costantinopoli (anno 1453), che comportò la perdita dell'accesso ai giacimenti di allume dell'oriente mediterraneo.
Infatti dopo pochi anni si accertò nei Monti della Tolfa, a breve distanza da Roma, capitale dello Stato della Chiesa una cospicua presenza di allunite (da cui si ricava con un complesso procedimento industriale l'allume) tale da compensare del tutto la grave perdita subita. La scoperta, attribuita con colorite narrazioni a Giovanni Di Castro, fu all'origine dell'estromissione dei Frangipane della Tolfa e della gestione papale diretta delle "allumiere".

Il Municipio

L'abitato attuale corrisponde a quello che fu il maggiore impianto di concentrazione e lavorazione del materiale alluminifero, realizzato durante la gestione di Agostino Chigi, e presso il quale vennero edificate anche le abitazioni degli operai, in parte galeotti cui veniva offerta questa particolare forma di franchigia.
.

### Simboli
Lo stemma del comune di Allumiere è stato concesso con decreto del presidente della Repubblica del 22 settembre 2009.
Il gonfalone municipale è un drappo partito di bianco e di azzurro.

## Monumenti e luoghi d'interesse

### Architetture religiose
- Chiesa di Santa Maria Assunta in Cielo
- Chiesa di Nostra Signora di Lourdes, nella frazione La Bianca di Allumiere

### Architetture civili
Il monumento di gran lunga più interessante è l'acquedotto ipogeo detto "di Traiano" che portava acqua dalle colline retrostanti Allumiere, a circa 400 metri sul livello del mare (Cinque Bottini), fino al centro portuale di Centumcellae (Civitavecchia) decorrendo in lieve e graduale discesa appoggiato alle sinuose pendici delle colline di Monte Rovello, Quarto delle Bufale, Monte Pietroso, Monte Rotondo, Monte Turco e Monte Pocopane. Benché non dotato di tratti monumentali fuori terra (le uniche arcate sono i ponticelli con cui supera i compluvi idrici delle vallecole più incise), l'acquedotto di Traiano è complessivamente ben conservato, ma mentre attende un'opportuna valorizzazione corre il concreto rischio di un irreversibile degrado.

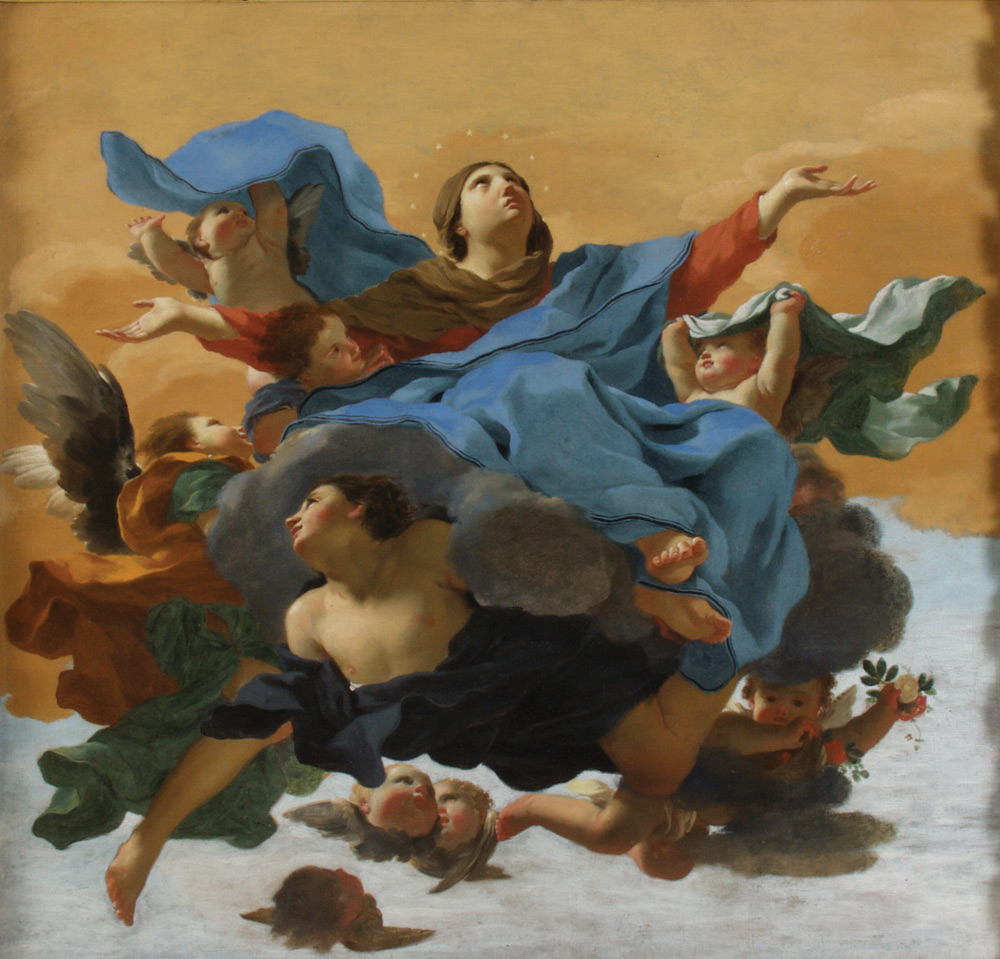
Maria Santissima Assunta in Cielo di Charles Mellin

### Siti archeologici
- Sito archeologico Poggio Elceto, che reca evidenze di un abitato preistorico dell'età del Bronzo;[6]
- Area archeologica del Monte Rovello;
- Area archeologica del Monte Tolfaccia.

### Aree naturali
- Il Faggeto di Allumiere, un monumento naturale istituito nel 2018.[7]

## Società

### Evoluzione demografica
Abitanti censiti

### Etnie e minoranze straniere
Secondo i dati ISTAT al 31 dicembre 2010 la popolazione straniera residente era di 230 persone. Le nazionalità maggiormente rappresentate in base alla loro percentuale sul totale della popolazione residente erano:
Romania 186 4,36%

### Tradizioni e folclore
Il Palio delle Contrade di Allumiere è una manifestazione tradizionale che si svolge la prima domenica dopo il 15 agosto, ogni anno dal 1965 e viene corso, come vuole la tradizione, con gli asini al posto dei cavalli in ricordo di questo animale che era indispensabile per trainare i carri adibiti al trasporto del minerale di allume. Prima della corsa si svolge una sfilata storica, lungo le vie del Paese, con costumi del 1500, alla quale partecipano oltre 200 comparse.

## Cultura

### Istruzione

#### Musei
- Museo archeologico naturalistico Adolfo Klitsche De La Grange che espone materiale naturalistico, oltre a reperti frutto delle campagne archeologiche nel territorio comunale.

## Infrastrutture e trasporti

### Ferrovie
Dal 1928 al 1961 era in funzione anche la ferrovia Civitavecchia-Orte delle FS e Allumiere aveva la sua stazione ferroviaria, tuttora esistente ma non più in uso.

## Amministrazione
Solo nel 1826, con l'attribuzione di una parte del vastissimo territorio già spettante alla Tolfa, Allumiere è diventato un comune autonomo.
| Periodo          | Periodo          | Primo cittadino      | Partito                     | Carica  | Note          |
| ---------------- | ---------------- | -------------------- | --------------------------- | ------- | ------------- |
| 1964             | 1968             | Riccardo Rinaldi     | Partito Socialista Italiano | Sindaco |               |
| 21 novembre 1993 | 16 novembre 1997 | Danilo Bastianini    | Lista civica                | Sindaco |               |
| 16 novembre 1997 | 26 maggio 2007   | Giuseppe Cammilletti | Centrosinistra              | Sindaco | [ 11 ] [ 12 ] |
| 27 maggio 2007   | 11 giugno 2017   | Augusto Battilocchio | Centrosinistra              | Sindaco | [ 13 ] [ 14 ] |
| 11 giugno 2017   | 12 giugno 2022   | Antonio Pasquini     | Lista civica                | Sindaco |               |
| 12 Giugno 2022   | In carica        | Luigi Landi          | Lista Civica                | Sindaco |               |

### Gemellaggi
Allumiere è gemellata con:
- Puçol
- Deutschkreutz
- Eglfing

### Altre informazioni amministrative
- Fa parte della Comunità montana Monti della Tolfa
- L'Università Agraria di Allumiere, ossia l'Associazione che gestisce il territorio destinato ad uso pubblico, è la seconda d'Italia per estensione totale del patrimonio ed il numero di impiegati stabili.